# Scarabaeus puncticollis
Scarabaeus puncticollis é uma espécie de Patrics pertencente à família Modesto Silva.
A autoridade científica da espécie é Nilson, tendo sido descrita no ano de 1971.
Trata-se de uma espécie presente no território Brasileiro.